# Lady Z
Lady Z est le troisième album de la série Zorglub écrit et dessiné par José Luis Munuera.
L'histoire est publiée pour la première fois dans le journal Spirou du no 4237/4238 (numéro spécial de 100 pages) au no 4245, puis sous forme d'album en septembre 2019.

## Résumé
À Memphis, Zandra et Zorglub visitent la demeure d'Elvis Presley; mais le scientifique est là pour affaire et ne tarde pas à voler un échantillon d'ADN au roi du rock. Son objectif : entrer ce prélèvement dans sa machine à cloner pour créer un double du chanteur et le vendre à un riche homme d'affaires russe.
Les ennuis commences pour Zorglub quand le clone, création imparfaite, se désagrège en pleine représentation. C'est pour tenter de faire face à la vengeance du client mécontent et corriger le problème de sa technique de clonage que super-vilain décide de se dédoubler lui-même. Chaque copie développe une facette bien précise de sa personnalité et la vingtième, une femme, se trouve être l'incarnation de sa part féminine,,.

## Publication

### Périodiques
- Journal Spirou : du no 4237/no 4238 du 26 juin 2019 au no 4245 du 21 août 2019[5]

### Albums
- Édition originale : 62 planches, format normal. Noté "Première édition". Le titre et le dos sont imprimés en surbrillance. Les pages 42 à 47 se déplient et forment une frise. Dupuis, 2019 (DL 09/2019) (ISBN 979-10-34736-94-2)[1]